# پاریکوتین
پاریکوتین (به اسپانیایی: Volcán de Parícutin) آتشفشانی از نوع مخروط خاکستر به ارتفاع ۴۲۴ متر واقع در مکزیک در آمریکای شمالی است. این آتشفشان جوان در سال ۱۹۴۳ در دهکده‌ای به نام پاریکوتین شروع به شکل‌گیری نمود و فوران آن تا سال ۱۹۵۲ ادامه یافت. در نتیجهٔ این رویداد دانشمندان توانستند برای نخستین بار چرخهٔ کامل زندگی یک آتشفشان را از تولد تا مرگ از نزدیک مورد مطالعه قرار دهند. همین موضوع سبب شد تا نام پاریکوتین در زمان فعالیتش در فهرست عجایب هفتگانهٔ طبیعی نیز ثبت شود.

## مشخصات
پاریکوتین در ایالت میچواکان و در فاصلهٔ ۲۰۰ مایلی غرب شهر مکزیکو سیتی قرار داشته و بخشی از میدان عظیم آتشفشانی میچواکان-گواناخواتو متشکل از بیش از ۱۴۰۰ دودکش آتشفشانی که بخش وسیعی از ایالت‌های میچواکان و گواناخواتو را در برمی‌گیرد را تشکیل می‌دهد. این آتشفشان که جوانترین آتشفشان در نیمکرهٔ غربی است در سال ۱۹۴۳ و در یک مزرعهٔ ذرت در دهکده پاریکوتین شروع به شکل‌گیری نمود. اهالی این دهکده تا سه هفته پیش از سربرآوردن آتشفشان صداهایی رعدمانند می‌شنیدند که با وجود آسمان صاف و بدون ابر برایشان شگفت‌آور بود. تا آنکه در روز ۲۰ فوریهٔ ۱۹۴۳، یک کشاورز مکزیکی به نام دیونیسیو پولیدو و همسرش پائولا که در مزرعهٔ ذرتشان مشغول کار بودند دیدند که زمین پیش رویشان بالا آمده، ترک خورده و شکافی ۲ تا ۲.۵ متری در آن ایجاد شد. پس از آن صداهایی سوت‌مانند شنیده شده و از شکاف ایجادشده دودی شروع به بیرون‌آمدن کرد که بنا بر تعریف آنها، بوی تخم مرغ گندیده می‌داد که نشانهٔ خروج گاز سولفید هیدروژن بود. با گذشت تنها چند ساعت شکاف ایجادشده به یک آتشفشان کوچک بدل شد.

## فوران‌های ۱۹۴۳-۱۹۵۲
فوران‌های پاریکوتین از ۱۹۴۳ تا ۱۹۵۲ به درازا انجامید و این رویداد فرصتی را برای اتشفشان‌شناسان پدید آورد تا از نزدیک به مطالعهٔ تولد، رشد و مرگ یک آتشفشان بپردازند. فعالیت‌های آذرآواری و فوران‌های استرومبولی آتشفشان در همان نخستین روز تولد پاریکوتین آغاز شد و بیشتر فعالیت‌های انفجاری آن در نخستین سال فوران آتشفشان به وقوع پیوست. ارتفاع مخروط پاریکوتین در ۲۴ ساعت نخست فوران به ۵۰ متر و در عرض یک هفته به ۱۰۰ متر رسید. همزمان دهکدهٔ پاریکوتین نیز زیر بارانی از خاکستر و بمب‌های آتشفشانی که از آتشفشان نوظهور به بیرون پرتاب می‌شد قرار گرفته بود. در ماه مارس بر شدت و قدرت فوران‌های پاریکوتین افزوده شد و ستون‌های فورانی آن چندین کیلومتر ارتفاع یافت. در ۱۲ ژوئن ۱۹۴۳ جریانی از گدازه به سمت دهکده پاریکوتین روانه شد و اهالی مجبور به ترک دهکده شدند. چند ماه بعد، اهالی دهکدهٔ بزرگتر سان خوان پارانگاریکوتیرو نیز دهکده‌شان را ترک کردند.
باگذشت یک سال ارتفاع مخروط آتشفشان به ۳۳۴ متر رسیده بود و تا اوت ۱۹۴۴، بیشتر قسمت‌های دو دهکدهٔ پاریکوتین و سان خوان در زیر خاکستر و گدازه مدفون شده بود و تنها دو برج بلند کلیسا در سان خوان از زیر گدازه‌ها بیرون مانده بود. آتشفشان به‌طور مستقیم کسی را نکشت اما فوران‌های آن باعث وقوع رعد و برق و کشته‌شدن سه نفر بر اثر برخورد صاعقه به آنان شد.
فوران‌های پاریکوتین تقریباً ۹ سال به درازا انجامید و در این مدت جریان‌های گدازه به حجم ۱.۴ کیلومتر مکعب منطقه‌ای به وسعت ۱۰ مایل مربع را پوشاند. ۶ ماه پس از پیدایش آتشفشان از میزان فوران‌ها به نحو چشمگیری کاسته شده و انفجارهایی شدید جایگزین آن شد. آخرین فوران پاریکوتین در سال ۱۹۵۲ روی داد و پس از آن این آتشفشان به یک آتشفشان مرده تبدیل شد.
پاریکوتین در زمان فعالیت به عنوان یکی از عجایب هفت‌گانه طبیعی در نظر گرفته شده‌بود چرا که انسان توانسته بود تولد آن را مشاهده نماید.

## نگارخانه

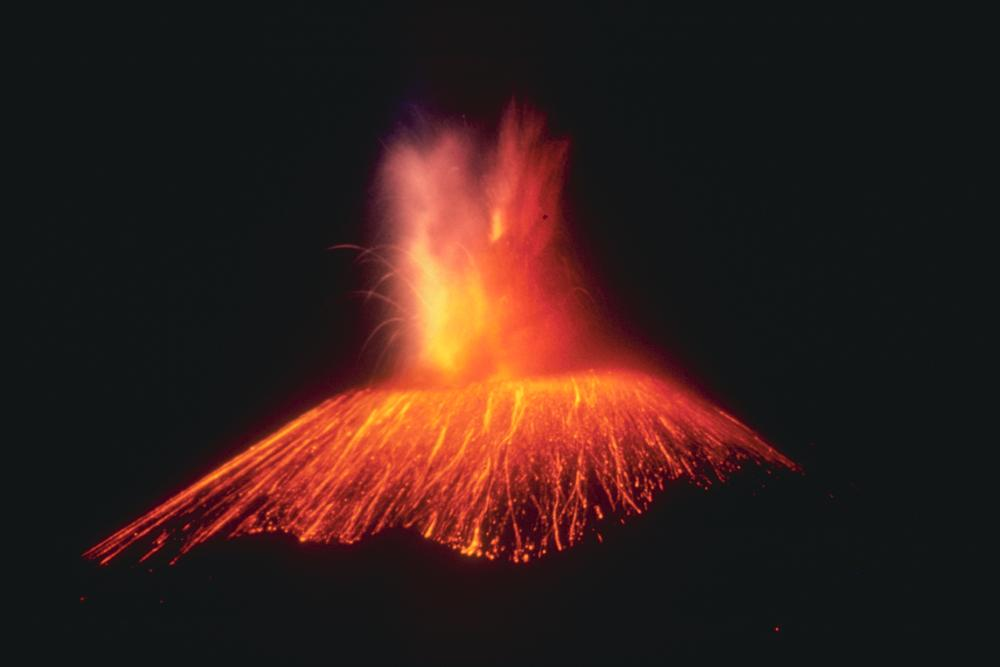
فوران پاریکوتین در ۱۹۴۳